# American Electric Power
American Electric Power (AEP) — американская энергетическая компания, снабжающая электроэнергией более 5 млн клиентов в 11 штатах. Одна из крупнейших в США по размеру генерирующих мощностей и протяжённости линий электропередач.

## История
Компания была основана в 1906 году под названием American Gas & Electric Company; она объединила 23 небольшие электрические и газовые компании в ряде восточных штатов США. К 1910 году все газовые активы были проданы, взамен покупались электрические компании в регионах, прилегающих к существующей сети American Gas & Electric. В 1958 году название было изменено на American Electric Power Company. В конце 1960-х годов была поглощена Michigan Gas & Electric Company, а в 1980 году — Columbus and Southern Ohio Electric Company. В 1975 году начала работу АЭС Дональд Кук мощностью более 2 ГВт. В 1986 году была запущена линия электропередач длиной более 2 тыс. миль (3,3 тыс. км) напряжением 765 кВ, связавшая энергосистемы Виргинии и Мичигана; реализация этого проекта обошлась 800 млн долларов и заняла 19 лет. Примерно столько же времени занял другой проект, АЭС Зиммера (William H. Zimmer Power Station; строительство началось в 1971 году, в 1982 году было остановлено из-за несоответствия новым правилам безопасности реакторов, в 1990 году начала работать как угольная тепловая электростанция, закрыта в 2022 году. В 1997 году за 6,44 млрд долларов была куплена Central and South West Corporation с операциями в 4 штатах (Оклахома, Техас, Луизиана и Арканзас).

## Деятельность
Компании принадлежат электрораспределительные сети общей протяжённостью 371 тыс. км, 66 тыс. высоковольтных линий электропередач (из них 3,6 тыс. км напряжением 765 кВ), а также 23,5 ГВт генерирующих мощностей (включая АЭС Дональд Кук мощностью 2,21 ГВт). Обслуживает 5,6 млн клиентов.
Подразделения по состоянию на 2022 год:
- Vertically Integrated Utilities — генерация, передача и распределение электроэнергии для продажи оптовым и розничным клиентам; 58 % выручки.
- Transmission and Distribution Utilities — строительство и обслуживание линий электропередач; 28 % выручки.
- Generation & Marketing — инвестиции в возобновляемую энергетику; 12 % выручки.

Подразделение Vertically Integrated Utilities включает 7 региональных компаний:
- AEP Ohio — состоит из бывших Ohio Power и Columbus Southern Power (работает в Огайо и Западной Виргинии).
- AEP Texas (Техас)
- Appalachian Power (Западная Виргиния, Виргиния)
- Indiana Michigan Power (Индиана, Мичиган)
- Kentucky Power (Кентукки)
- Public Service Company of Oklahoma (Оклахома)
- Southwestern Electric Power Company (Арканзас, Луизиана, Техас)

В списке крупнейших публичных компаний в мире Forbes Global 2000 за 2022 год American Electric Power заняла 311-е место. В списке крупнейших компаний США по размеру выручки Fortune 500 заняла 219-е место.

## Собственники и руководство
Ник Акинс является председателем правления, президентом и главным исполнительным управляющим AEP.
По состоянию на 2017 большинство акций American Electric Power находятся у институциональных инвесторов (The Vanguard Group, BlackRock, State Street Corporation и других)